# Hiram Lloyd
Hiram Lloyd (* 27. Juli 1875; † 10. September 1942) war ein US-amerikanischer Politiker. Zwischen 1921 und 1925 war er Vizegouverneur des Bundesstaates Missouri.

## Werdegang
Die Quellenlage über Hiram Lloyd ist sehr schlecht. Sicher ist nur, dass er zumindest zeitweise in St. Louis lebte und Mitglied der Republikanischen Partei war. Im Juni 1908 nahm er als Delegierter an der Republican National Convention in Chicago teil, auf der William Howard Taft als Präsidentschaftskandidat nominiert wurde.
1920 wurde Lloyd an der Seite von Arthur M. Hyde zum Vizegouverneur von Missouri gewählt. Dieses Amt bekleidete er zwischen dem 10. Januar 1921 und dem 12. Januar 1925. Dabei war er Stellvertreter des Gouverneurs und Vorsitzender des Staatssenats. Im Jahr 1924 bewarb er sich erfolglos um das Amt des Gouverneurs. Nach seiner Zeit als Vizegouverneur ist er politisch nicht mehr in Erscheinung getreten. Er starb am 10. September 1942.